# Cừu Southdown

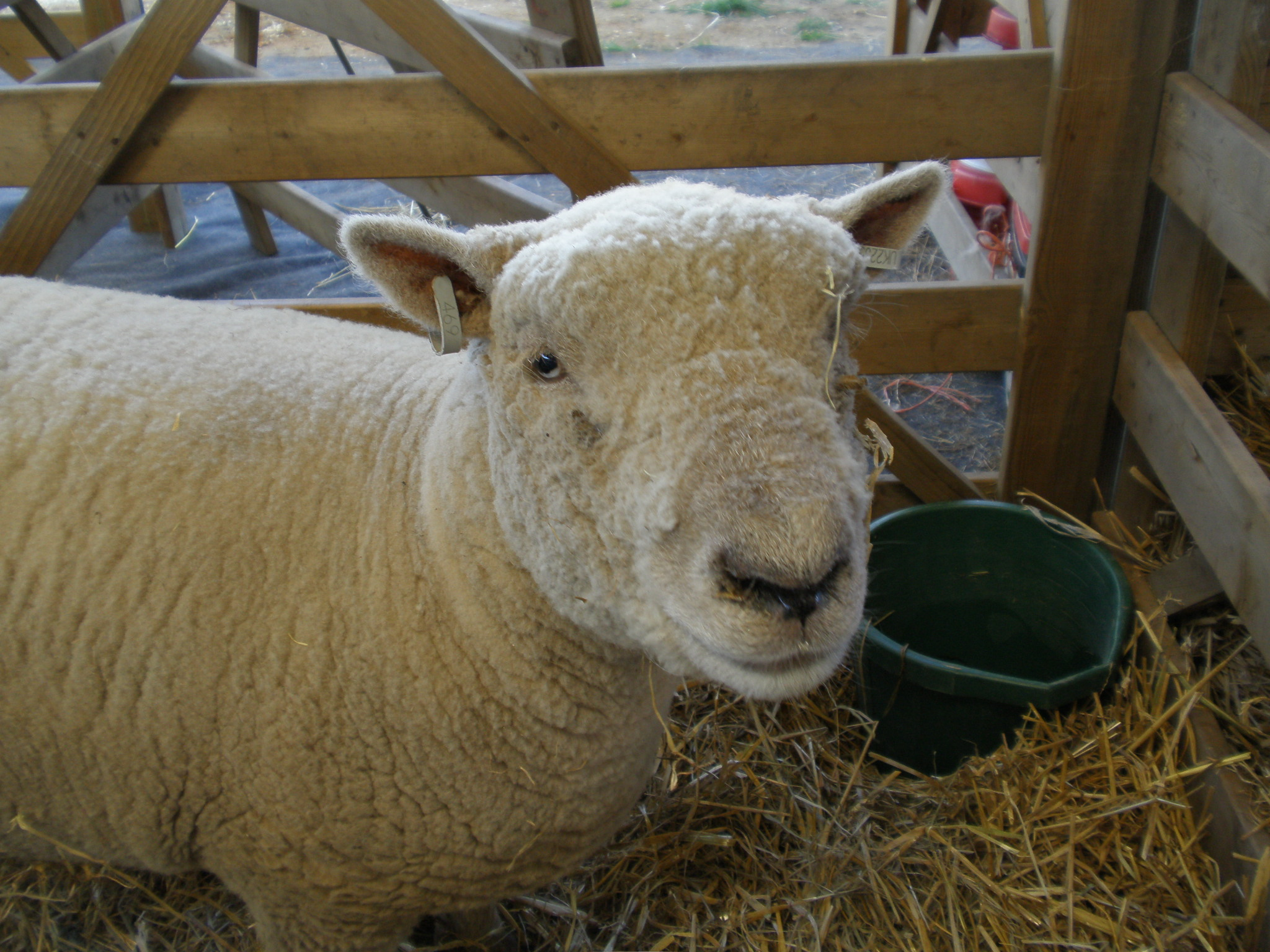
Cừu Southdown

Cừu Southdown (cừu miền Nam) là một giống cừu nhỏ kiêm dụng của nhóm cừu có nguồn gốc từ nước Anh, chúng được nuôi chủ yếu để lấy thịt cừu. Ngày nay, lai là một giải pháp giúp cải thiện năng suất thịt, khả năng sinh sản và len ở cừu. Các giống cừu Dorset, cừu Wiltshire Horn, cừu Romney và cừu Southdown đã được đưa vào châu Á từ khá sớm. Các con lai của chúng với cừu các giống địa phương thường sinh trưởng nhanh hơn con thuần các giống địa phương.

## Lịch sử
Các giống cừu Southdown ban đầu được nuôi bởi ông John Ellman của Glynde, gần Lewes, Đông Sussex, khoảng 200 năm trước đây. Sự nghiệp của ông được tiếp tục bởi Jonas Webb của Babraham ở Cambridgeshire, người đã phát triển các động vật lớn hơn của ngày hôm nay. Giống cừu nay đã được xuất khẩu sang New Zealand và được sử dụng trong lĩnh vực nuôi con cừu của Canterbury. Giống cừu này đã tham gia vào việc lai giống để phát triển các giống cừu khác như cừu Hampshire, cừu lai Hampshire, cừu Oxford Down; cừu sừng Norfolk, cừu Suffolk. Chúng là giống được công nhận là giống cừu bản địa của người Anh.
Hiện nay giống cừu này đã được chia thành hai dòng (tiểu giống). Các giống cừu Southdown thương mại ngày nay là lớn hơn so với "giống truyền thống". Cừu Southdown Bắc Mỹ cũng cao hơn so với giống cừu có nguồn gốc từ Anh. Dòng máu gốc của Anh được gọi là "Baby Doll", chúng đã được chọn riêng cho kích thước nhỏ hơn dòng máu ban đầu và tập trung vào việc chăn nuôi lấy len chứ không phải là sản xuất thịt thương mại. Tại California và New Zealand, chúng được đặt trong vườn nho để ăn cỏ cỏ dại, vì chúng quá lùn để có thể với tới được các chùm nho vào cây nho. 

## Đặc điểm

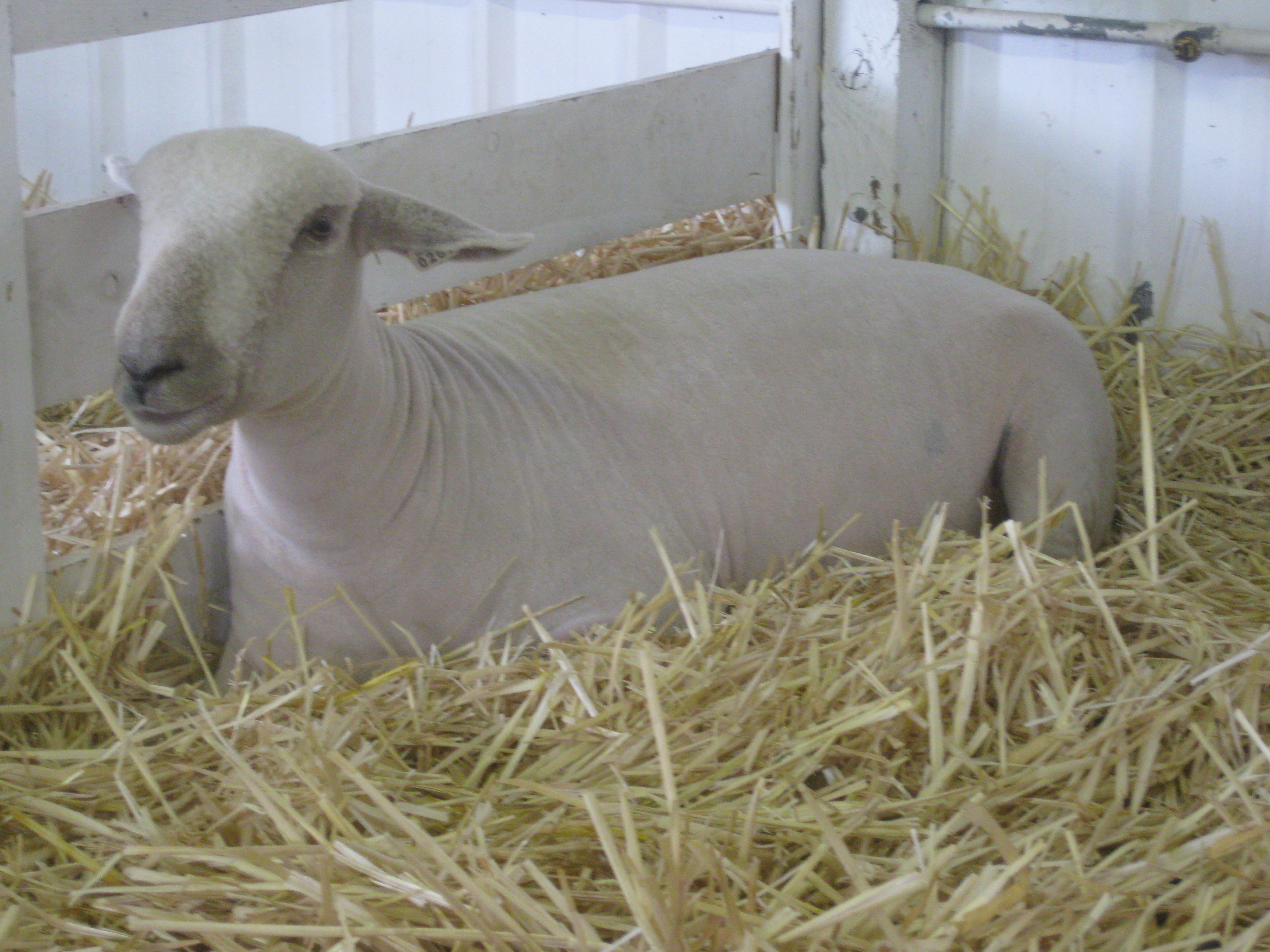
Cừu Southdown sau khi đã cắt lông

Trọng lượng của cừu trưởng thành đối với cừu đực khoảng từ 190 lb (86 kg) lên 230 lb (104 kg); cừu cái cân nặng từ 130 lb (59 kg) 180 lb (81 kg). Từ cừu trưởng thành, trọng lông cừu là từ 5 lb (2.25 kg) và 8 lb (3,6 kg) với sản lượng 40% đến 55%. Ước tính có khoảng 110.000 con cừu đang ở Sussex vào đầu 1341. Vào thời điểm đó, len của chúng chỉ đứng thứ hai với cừu Hereford ở độ mịn và chất lượng.
Vào năm 1780, John Ellman nhận ra tiềm năng của chúng và đặt ra để chuẩn hóa các giống Southdown. Trong thế kỷ 19 và nửa đầu thế kỷ 20, chúng đã được tìm thấy với số lượng lớn. Năm 1813, Arthur Young ước tính 200.000 con cừu cái được nuôi giữ.
Tại Hoa Kỳ, các giống cừu Southdown ban đầu có thể đạt đến Hoa Kỳ vào năm 1803, chúng nổi tiếng của họ đã tăng trưởng vì cừu Southdown rất dễ dàng để chăm sóc. Các giống Southdowns Mỹ được phát triển bởi các dòng máu nuôi ban đầu với các giống lớn của Southdowns từ các nước khác để tạo ra một con cừu có thể cạnh tranh với các giống cừu lấy thịt lớn khác ở Mỹ.
Trán chúng phẳng, xương mũi lồi ra, chúng có hố nước mắt, mõm của chúng mỏng, môi hoạt động, răng cửa sắc, nhờ đó chúng có thể gặm được cỏ mọc thấp và bứt được những lá thân cây mềm mại, hợp khẩu vị trên cao để ăn. Chúng có thói quen đi kiếm ăn theo bầy đàn, tạo thành nhóm lớn trên đồng cỏ. Trong da chúng có nhiều tuyến mồ hôi và tuyến mỡ hơn dê. Bởi thế chúng bài tiết mồ hôi nhiều hơn và các cơ quan hô hấp tham gia tích cực hơn vào quá trình điều tiết nhiệt.

## Chăn nuôi

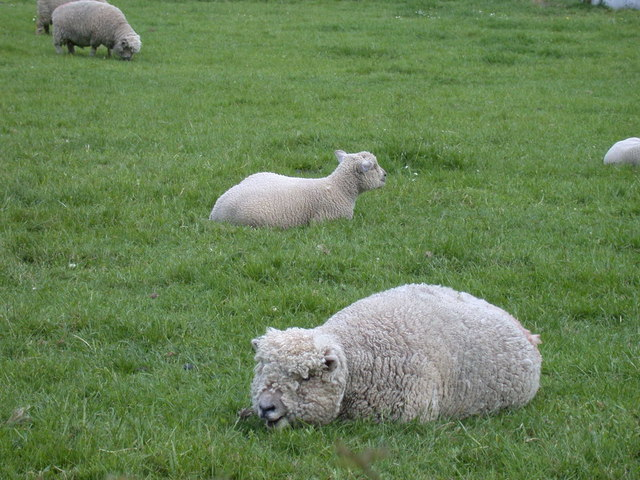

Chúng có tính bầy đàn cao nên dễ quản lý, chúng thường đi kiếm ăn theo đàn nên việc chăm sóc và quản lý rất thuận lợi. Chúng cũng là loài dễ nuôi, mau lớn, ít tốn công chăm sóc. So với chăn nuôi bò thì chúng là vật nuôi dễ tính hơn, thức ăn của chúng rất đa dạng, thức ăn của chúng là những loại không cạnh tranh với lương thực của người. Chúng là động vật có vú ăn rất nhiều cỏ.
Hầu hết chúng gặm cỏ và ăn các loại cỏ khô khác, tránh các phần thực vật có gỗ nhiều. Chúng có chế độ hoạt động ban ngày, ăn từ sáng đến tối, thỉnh thoảng dừng lại để nghỉ ngơi và nhai lại. Đồng cỏ lý tưởng cho chúng như cỏ và cây họ Đậu. Khác với thức ăn gia súc, thức ăn chính của chúng trong mùa đông là cỏ khô.
Chúng là loài ăn tạp, có thể ăn được nhiều loại thức ăn bao gồm thức ăn thô xanh các loại như: rơm cỏ tươi, khô, rau, củ quả bầu bí các loại, phế phụ phẩm công nông nghiệp và các loại thức ăn tinh bổ sung như cám gạo ngũ cốc. Mỗi ngày chúng có thể ăn được một lượng thức ăn 15-20% thể trọng. Chúng cần một lượng thức ăn tính theo vật chất khô bằng 3,5% thể trọng. Với nhu cầu 65% vật chất khô từ thức ăn thô xanh (0,91 kg) và 35% vật chất khô từ thức ăn tinh (0,49 kg). Khi cho chúng ăn loại thức ăn thô xanh chứa 20% vật chất khô và thức ăn tinh chứa 90% vật chất khô.
Nguồn nước uống là nhu cầu cơ bản của chúng. Lượng nước cần cho chúng biến động theo mùa và loại và chất lượng thực phẩm mà chúng tiêu thụ. Khi chúng ăn nhiều trong các tháng đầu tiên và có mưa (kể cả sương, khi chúng ăn vào sáng sớm), chúng cần ít nước hơn. Khi chúng ăn nhiều cỏ khô thì chúng cần nhiều nước. Chúng cũng cần uống nước sạch, và có thể không uống nếu nước có tảo hoặc chất cặn. Trong một số khẩu phần ăn của chúng cũng bao gồm các khoáng chất, hoặc trộn với lượng ít.

## Chăm sóc
Sau khi cho phối giống 16-17 ngày mà không có biểu hiện động dục lại là có thể cừu đã có chửa, Căn cứ vào ngày phối giống để chuẩn bị đỡ đẻ cho cừu (thời gian mang thai của cừu 146-150 ngày) nhằm hạn chế cừu sơ sinh bị chết; Có thể bồi dưỡng thêm thức ăn tinh và rau cỏ non cho cừu có chửa nhưng tuyệt đối tránh thức ăn hôi mốc; Khi có dấu hiệu sắp đẻ (bầu vú căng, xuống sữa, sụt mông, âm hộ sưng to, dịch nhờn chảy ra, cào bới sàn…) nên nhốt ở chuồng riêng có lót ổ rơm và chăn dắt gần, tránh đồi dốc.
Thông thường cừu mẹ nằm đẻ nhưng cũng có trường hợp đứng đẻ, tốt nhất nên chuẩn bị đỡ đẻ cho cừu; Sau khi đẻ cừu mẹ tự liếm cho con. Tuy nhiên, vẫn phải lấy khăn sạch lau khô cho cừu con, nhất là ở miệng và mũi cho cừu con dễ thở. Lấy chỉ sạch buộc cuống rốn (cách rốn 4–5 cm), cắt cuống rốn cho cừu con và dùng cồn Iod để sát trùng; Giúp cừu con sơ sinh đứng dậy bú sữa đầu càng sớm càng tốt (vì trong sữa đầu có nhiều kháng thể tự nhiên); Đẻ xong cho cừu mẹ uống nước thoải mái (có pha đường 1% hoặc muối 0.5%).
Cừu con trong 10 ngày đầu sau khi đẻ cừu con bú sữa mẹ tự do; Từ 11-21 ngày tuổi cừu con bú mẹ 3 lần/ngày, nên tập cho cừu con ăn thêm thức ăn tinh và cỏ non, ngon; 80-90 ngày tuổi có thể cai sữa. Giai đoạn này phải có cỏ tươi non, ngon cho cừu con để kích thích bộ máy tiêu hóa phát triển (đặc biệt là dạ cỏ) và bù đắp lượng dinh dưỡng thiếu hụt do sữa mẹ cung cấp không đủ; Cừu sinh trưởng và phát triển nhanh, mạnh ở giai đoạn này.

## Sự kiện
Có sự kiện về giống cừu này đó là bi kịch xảy ra ở vách đá cao hơn 20m thuộc Vườn quốc gia Seven Sisters, Seaford, East Sussex, Anh. Một con chó chăn cừu bị mất kiểm soát đã điên cuồng dồn đuổi hai con cừu non tội nghiệp đến sát mép vách và ép chúng nhảy xuống. Cảnh tượng kinh hoàng xảy ra khi một trong hai con cừu non hoảng sợ, mất thăng bằng, trượt chân khỏi mép vách đá và rơi thẳng xuống nước và chết. Khi một con cừu đã chết, con chó chăn cừu tàn nhẫn ngay lập tức chuyển hướng sang con cừu còn lại và cũng định ép nó lặp lại bi kịch của bạn mình.
Tuy nhiên rất may, con cừu con còn lại đã may mắn trốn thoát trước khi chủ nhân đến và khống chế con chó chăn cừu điên cuồng. Con chó chăn cừu dồn hai con cừu non đang hoảng sợ tột độ đến rìa mép vách đá và hung dữ chặn đường quay lại của chúng. Màn dồn ép cừu đến chỗ chết của con chó khiến người xem lo lắng. Cảnh tượng hãi hùng đó đã khiến cho tất cả những người chứng kiến bị sốc. Khi một con cừu mất thăng bằng và rơi thẳng xuống, con chó hung dữ vẫn không buông tha con còn lại, rất may bi kịch không tái diễn khi người chủ đã khống chế con chó chăn cừu kịp thời.